# Erhard Kantzenbach
Erhard Kantzenbach (* 28. Januar 1931 in Hannover; † 4. November 2024) war ein deutscher Ökonom. Er war Professor für Volkswirtschaftslehre und Präsident des Hamburgischen Welt-Wirtschafts-Archivs (HWWA).

## Leben
Kantzenbach wurde 1931 als Sohn eines Meteorologen geboren. Er studierte nach den Schulbesuchen in Hannover und Göttingen zwischen 1952 und 1957 Volkswirtschaftslehre, Rechtswissenschaften und politische Wissenschaften an der Georg-August-Universität Göttingen, der Freien Universität Berlin und der University of North Carolina. 1959 wurde er bei Andreas Predöhl an der Rechts- und staatswissenschaftlichen Fakultät der Westfälischen Wilhelms-Universität in Münster mit der Dissertation Möglichkeiten und Grenzen der Konjunkturpolitik in der Europäischen Wirtschaftsgemeinschaft zum Dr. rer. pol. promoviert. Bis 1965 arbeitete er als wissenschaftlicher Assistent an den Universitäten Saarbrücken und Hamburg. 1965 habilitierte er sich an der Universität Hamburg mit der Arbeit Die Funktionsfähigkeit des Wettbewerbs und war Gastwissenschaftler an der Princeton University.
1967 wurde er zum Professor für Wirtschaftliche Staatswissenschaften an der Universität Frankfurt am Main berufen und 1971 zum ersten Präsidenten der Universität gewählt. 1975 wechselte er zurück an die Universität Hamburg und übernahm dort die Leitung des Instituts für Industrie- und Gewerbepolitik. Er wurde 1996 emeritiert.
Zwischen 1979 und 1986 war er Vorsitzender der Monopolkommission (ab 1974 Mitglied). Von 1989 bis 1996 war er Präsident des Hamburgischen Welt-Wirtschafts-Archivs (HWWA). Von 1990 bis 1993 war er Vorsitzender des Wirtschaftspolitischen Ausschusses im Verein für Socialpolitik. Er war Mitglied der Europäischen Ökonomischen Vereinigung und der SPD.
Er war Mitherausgeber der Zeitschrift Wirtschaft und Wettbewerb und des Hamburger Jahrbuchs für Wirtschafts- und Gesellschaftspolitik.
Er war Träger des Bundesverdienstkreuzes 1. Klasse (1986) und Seniormitglied der Akademie der Wissenschaften in Hamburg.
Kantzenbach war seit 1961 verheiratet und hatte drei Kinder.

## Schriften (Auswahl)
- Möglichkeiten und Grenzen der Konjunkturpolitik in der Europäischen Wirtschaftsgemeinschaft (= Vorträge und Beiträge aus dem Institut für Verkehrswissenschaft an der Universität Münster, 20). Vandenhoeck & Ruprecht, Göttingen 1960,
- Die Funktionsfähigkeit des Wettbewerbs (= Wirtschaftspolitische Studien, 1). 2. Auflage, Vandenhoeck & Ruprecht, Göttingen 1967.
- mit Elke Kottmann, Reinald Krüger: Kollektive Marktbeherrschung. Neue Industrieökonomik und Erfahrungen aus der europäischen Fusionskontrolle (=  Veröffentlichungen des HWWA-Institut für Wirtschaftsforschung, Hamburg, Band 28). Nomos, Baden-Baden 1996, ISBN 3-7890-4338-9.